# Guam na Letnich Igrzyskach Olimpijskich 1992
Guam na XXV Letnich Igrzyskach Olimpijskich w Barcelonie reprezentowało trzynastu sportowców w 5 dyscyplinach.

## Reprezentanci

### kolarstwo
- wyścig ze startu wspólnego kobiet: Margaret Bean – zajęła 52. miejsce z czasem 2:29:22.

### lekkoatletyka
- maraton kobiet: Jen Allred – zajęła 36. miejsce z czasem 3:14:45.
- 400 m przez płotki: Richard Bentley – odpadł w eliminacjach (czas 57,04)

### łucznictwo
- mężczyźni (indywidualnie): Luis Cabral – odpadł w rundzie eliminacyjnej

### pływanie
- 50 m stylem dowolnym mężczyzn: Adrian Romero – czas 25,12 – 54. miejsce w eliminacjach
- 50 m stylem motylkowym mężczyzn: Patrick Sagisi – czas 24,78 – 52. miejsce
- 100 m stylem dowolnym mężczyzn: Adrian Romero – czas 54,77 (49. miejsce)
- 100 m stylem motylkowym mężczyzn: Patrick Sagisi – 55. miejsce (czas 53,90)
- 200 m stylem dowolnym mężczyzn: Frank Flores – czas 2:00,48 – 45. miejsce
- 100 m stylem grzbietowym mężczyzn: Patrick Sagisi – czas 1:01,84 (46. miejsce)
- 100 m stylem klasycznym mężczyzn: Glenn Diaz – czas 58,08 – 51. miejsce
- 100 m stylem klasycznym mężczyzn: Glenn Diaz – czas 1:10,32 – 46. miejsce
- 100 m stylem motylkowym mężczyzn: Patrick Sagisi – czas 2:34,65 – 49. miejsce
- 100 m stylem motylkowym mężczyzn: Ray Flores – czas 1:01,10 – 62. miejsce
- sztafeta 4 x 100m stylem dowolnym mężczyzn: Adrian Romero, Ray Flores, Frank Flores, Patrick Sagisi – czas 3:42,31 – 16. miejsce w eliminacjach
- sztafeta 4 x 100m stylem zmiennym mężczyzn:  Patrick Sagisi, Glenn Diaz, Ray Flores, Adrian Romero,  – czas 4:07,98 – 21. miejsce w eliminacjach
- 100 m stylem grzbietowym kobiet: Tammie Kaae – czas 1:16,78 – 36. miejsce
- 100 m stylem grzbietowym kobiet: Barbara Pexa – czas 1:17,71 – 37. miejsce
- 200 m stylem grzbietowym kobiet: Barbara Pexa – czas 2:47,27 – 36. miejsce
- 200 m stylem zmiennym kobiet: Tammie Kaae – czas 2:36,31 – 42. miejsce

### żeglarstwo
- windsurfing mężczyzn: Jan Iniarte – 41. miejsce w eliminacjach (405 punktów)
- windsurfing kobiet: Lidia Yeomans – 24. miejsce w eliminacjach (270 punktów)